# 1914 (Band)
1914 ist eine Death-Metal-Band aus Lwiw (Lemberg), Ukraine.

## Geschichte
Die Band wurde im Jahre 2014 gegründet. Dies war das Jahr, in dem sich der Beginn des Ersten Weltkrieges zum 100. Mal jährte. Die Band orientiert sich in ihrem Auftreten und ihrer Musik am Thema Erster Weltkrieg. Im Jahre 2015 wurde das Debütalbum Eschatology of War über das ukrainische Label Archaic Sounds veröffentlicht. Im Jahre 2016 erschien die Kompilation Für Kaiser, Volk und Vaterland, welche auf 100 Musikkassetten limitiert war und unter anderem Demos und Coverversionen (u. a. von Nirvana) enthielt. Zum Jubiläum des Endes des Ersten Weltkrieges erschien am 11. November 2018 um 11:11 Uhr das zweite Album The Blind Leading the Blind. Zunächst wurde das Album wieder über Archaic Sound in der Ukraine veröffentlicht, mit steigender Bekanntheit der Band im restlichen Europa im Mai 2019 aber ebenfalls über das Label Napalm Records. Auf diesem Album fungiert David Ingram als Gastmusiker in dem Lied Passchenhell, außerdem beinhaltet es das Lied Beat the Bastards, eine Cover-Version von The Exploited. Pläne für eine Europa-Tour im Jahre 2020 und 2021 mit diversen Festivals (u. a. das Inferno-Festival) und Konzerten sind aktuell wegen der weltweiten COVID-19-Pandemie unterbrochen. Für den 22. Oktober 2021 wurde das neue Album Where Fear and Weapons meet angekündigt. Am 19. August 2021 veröffentlichte die Band auf youtube den Song ...and a Cross now marks his Place vom neuen Album. Der Text des Liedes behandelt den handgeschriebenen Brief eines britischen Offiziers an die Eltern des Soldaten Arthur George Harrison, der am 20. Mai 1918 im Kampf gefallen war. Als Gastsänger konnte man für das Lied den Frontmann von Paradise Lost, Nick Holmes, gewinnen. Die zweite Single mit dem Titel Pillars of Fire (The Battle of Messines) erschien am 22. September 2021.

## Stil

### Musik
Die Band spielte eine Mischung aus Death- und Doom Metal. Vereinzelt sind auch Einflüsse von Black Metal zu hören. Markant sind die tief gestimmten, dröhnenden Gitarren und der tiefe Bass. Daneben baut die Band auch viele melodische, oft bedrückende Gitarrenparts in die Lieder ein. Die typischen Blast Beats aus dem Death Metal kommen eher selten vor, stattdessen spielt die Band eher Lieder in mittlerem oder schleppendem Tempo. Viele Lieder sind durch Samples, wie etwa Reden oder Ansprachen aus dem Ersten Weltkrieg, Schlacht- oder Motorengeräusche untermalt. Typisch sind jeweils die Intros (War In) und Outros (War Out) auf den Alben, die jeweils Lieder aus der damaligen Zeit in authentischer Soundqualität darstellen.

### Texte
Sämtliche Texte der Band drehen sich um die Thematik des Ersten Weltkriegs. In einigen Liedern werden markante Ereignisse direkt beschrieben, wie dem Weihnachtsfrieden vom Dezember 1914 (Frozen in Trenches (The Christmas Truce)), der Hunderttageoffensive (The Hundred Days Offense) oder die Schlacht von Gallipoli (Ottoman Rise). Andere Lieder widmen sich speziellen Truppengattungen (Arditi) oder Fahrzeugen (A7V Mephisto). Die Band zeichnet in den Texten ein oftmals bedrückendes bis erschreckendes Bild von den Geschehnissen ohne viel Pathos und übt indirekte Kritik am Krieg und an der Ideologie in der damaligen Zeit. In einem Interview mit dem deutschen Metal Hammer in der Ausgabe November 2021 erklärte der Sänger und Texter Dmytro Kumar, dass bei den Liedern das Storytelling einen sehr hohen Stellenwert besitzt. Die Vermittlung von Gefühlen und Geschichten spiele in den Liedern sogar eine größere Rolle als die Musik selbst. Dabei will man den Krieg nicht glorifizieren, sondern ist eher um Erinnerung und Würdigung an Leistungen und Überlebenswillen einzelner Personen bemüht.

## Diskografie

### Alben
- 2014: Eschatology of War
- 2018: The Blind Leading the Blind
- 2021: Where Fear and Weapons Meet

### Singles
- 2014: Frozen in Trenches (Christmas Truce)
- 2014: Caught in the Crossfire
- 2015: Zeppelin Raids
- 2017: Stoßtrupp 1917
- 2021: ...and a Cross Now Marks His Place
- 2021: Pillars of Fire (The Battle of Messines)